# Daïra d'Oued Alleug
La daïra d'Oued Alleug est une daïra d'Algérie située dans la wilaya de Blida et dont le chef-lieu est la ville éponyme d'Oued Alleug, ⵡⴻⴷ ⵍⵄⴻⵍⵍⴰⵢⴻⴳ, Wed Lɛellayeg.

## Communes de la daïra
La daïra est composée de trois communes : Oued Alleug, Beni Tamou et Benkhelil.

## Géographie
|                  | Daïra de Koléa (Wilaya de Tipaza) | Daïra de Zéralda (Wilaya d'Alger) |
| Daïra de Mouzaïa | Daïra d'Oued Alleug               | Daïra de Boufarik                 |
|                  | Daïra de Blida                    | Daïra d'Ouled Yaïch               |